# Brooks (Maine)
Brooks – miasto w Stanach Zjednoczonych, w stanie Maine, w hrabstwie Waldo.